# 이란 소비에트 사회주의 공화국
이란 소비에트 사회주의 공화국(페르시아어: جمهوری شوروی سوسیالیستی ایران)은 1920년부터 1921년까지 오늘날 이란 북부 길란주에 위치했던 소비에트 공화국이었다. 페르시아 소비에트 사회주의 공화국, 혹은 길란 공화국이라고도 한다.

## 역사
이란 소비에트 사회주의 공화국은 1920년 6월 적군의 비호 아래, 이란 공산당과 민족주의 성향의 장갸리 운동의 연립으로 성립된 공화국이다. 그러나 얼마 지나지 않아 좌익 쿠데타에 의해 연립이 무너지고 공산주의 혁명으로 노선을 변경하였다. 한편 모스크바의 볼셰비키 중앙당은 동방의 정세 안정화를 위해 카자르 제국 정부와의 융화를 모색하게 되었다. 이렇게 되자 당 중앙과의 연결고리가 약해진 이란 공산당은 여전히 혁명 노선을 견지하여 정권의 재통일을 도모하였다. 그러나 1921년 11월 카자르 제국 정부군에 의한 소탕작전에 의해 이란 소비에트 사회주의 공화국은 붕괴되었다.

## 같이 보기
- 카자르 왕조 이란
- 소비에트 러시아